# Plačící Anna
Plačící Anna je socha plačící dívky, která se vztahuje k pověsti či legendě, známé na  Moravskotřebovsku. Nachází se u bývalého kamenolomu na jihovýchodním svahu Křížového vrchu ve městě Moravská Třebová v Pardubickém kraji, v okrese Svitavy.

## Historie sochy

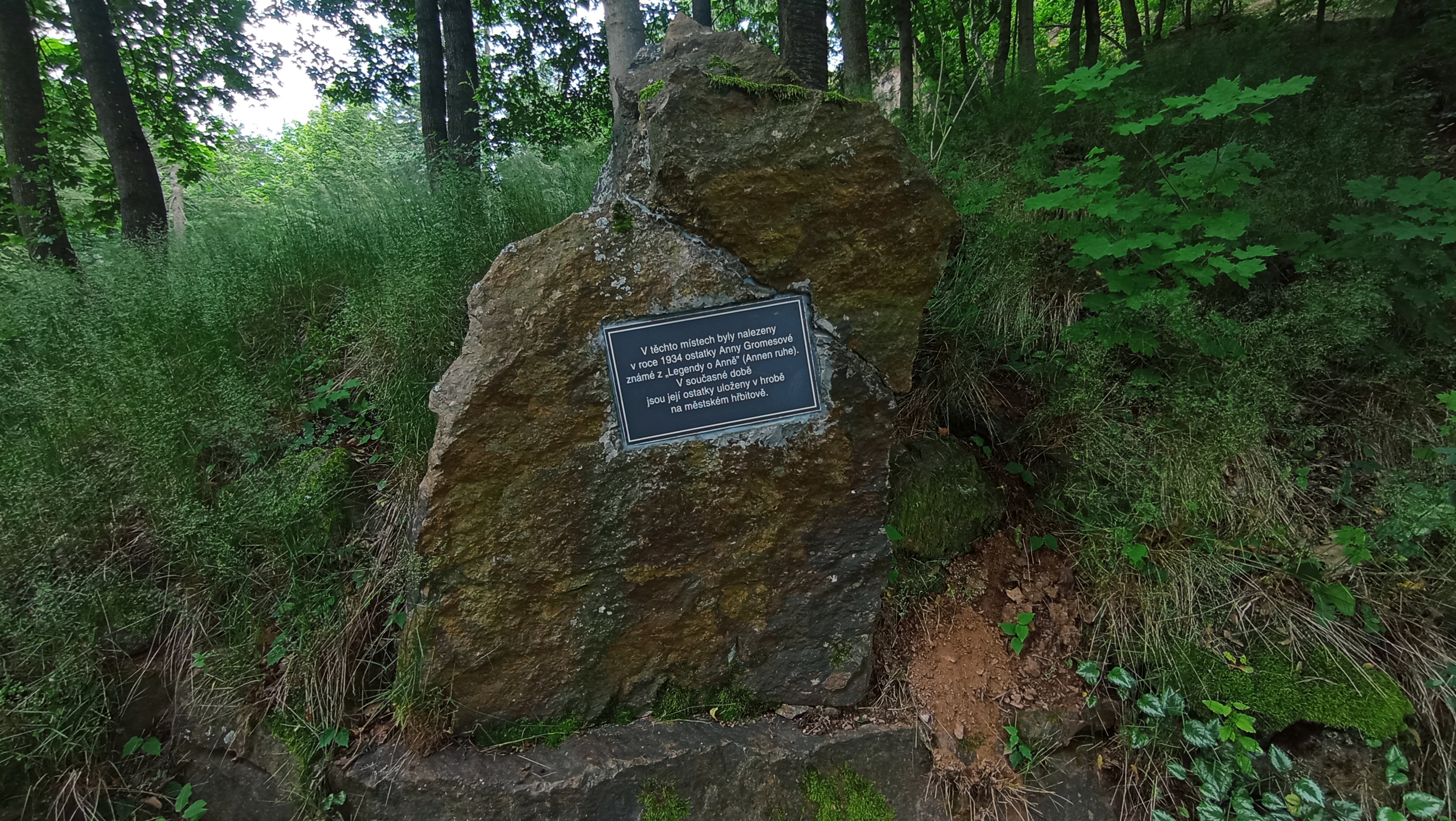
Místo, kde bylo nalezeno Anino tělo

Socha stojí v místech, kde byla v 19. století zahrada Josefa Herknera, ve které měl podle pověsti o nešťastné lásce pohřbít svoji milovanou Annu. Roku 1934 se tady skutečně nalezla kostra mladé ženy, kterou byla podle šetření právě Anna Gromesová, rozená Gläserová. Už před druhou světovou válkou bylo místo upraveno a stála tady socha, které se říkalo Pláče. Ta byla zničena vandaly na konci 80. let. K úpravě místa přistoupilo město Moravská Třebová v roce 2018, kdy vyhlásilo také veřejnou sbírku na obnovu sochy. V ní se vybralo 95 tisíc korun, zbývajících 145 tisíc korun uvolnilo město ze svého rozpočtu. Dílo sochaře Jana Pospíšila mělo být slavnostně odhaleno 1. listopadu 2020, kvůli koronavirovým nařízením ale proběhlo umístění díla bez účasti veřejnosti. Místo je dnes oblíbeným výletním cílem.